# Evropská silnice E85
Evropská silnice E85 je páteřní severojižní evropská silnice, mezinárodní trasa vedoucí středovýchodní Evropou přibližně podél 25. poledníku východní délky. Vede od Baltského k Egejskému moři, je dlouhá 2314 km a prochází šesti státy a dvěma hlavními městy. Dvakrát překračuje hranici Evropské unie. Převážně je vedena po dvouproudých silnicích, jen místy po dálnicích.
Vede převážně nížinami nebo nízkou pahorkatinou, výjimkou je úsek v Bulharsku, kde silnice překonává hřeben Staré Planiny. Zde dosahuje nejvyššího bodu na trase v průsmyku Šipka (1195 m n.m.). Mezi Rumunskem a Bulharskem překonává veletok Dunaj 2,2 km dlouhým Mostem přátelství (společně se silnicí E70).

## Trasa
Litva
- Klaipėda (E272) – Kryžkalnis (E77) – Kaunas (E67, E262) – Vilnius (E28, E272)
- Vilnius – Šalčininkai

 Bělorusko
- Běňakoni – Lida – Slonim – Ivacevičy
- (E30→) – Kobryn (→E30)
- – Makrany

 Ukrajina
- Domanove – Kovel (E373) – Luck – Dubno (E40) – Ternopil (E50) – Černovice – Terebleče

 Rumunsko
- Siret – Suceava (E58) – Roman (E583) – Bacău (E574) – Tișița (E581) – Focşani – Râmnicu Sărat – Buzău (E577) – Urziceni (E60→) – Bukurešť (→E60, E81)
- Bukurešť (E70→) – Giurgiu

 Bulharsko
- Ruse (→E70) – Bjala (E83) – Veliko Tarnovo (E772) – Gabrovo – Kazanlak (E871) – Stara Zagora (E773) – Dimitrovgrad
- (E80→) – Svilengrad (→E80)
- II/80

 Řecko
- Ormenio – Kastanies (přechod do  Drinopole) – Didymoteicho – (E90)
- Ardani – Alexandrupoli (E90)

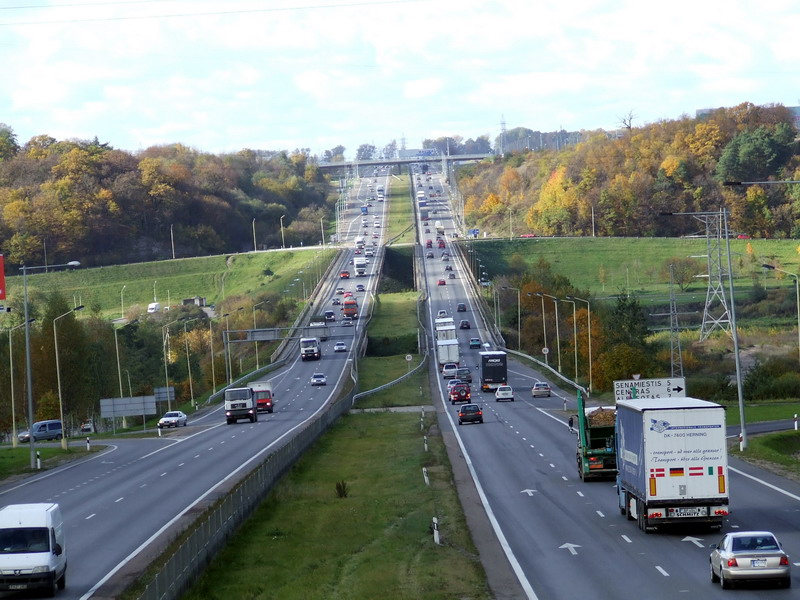
Rychlostní silnice vedle města Kaunas v Litvě. Most přes řeku Neris.